# Abbas Ahmed Atwi
Abbas Ahmed Atwi (Beirut, 12 settembre 1979) è un ex calciatore libanese, di ruolo attaccante o centrocampista.